# El tresor d'en Serrallonga
El tresor d'en Serrallonga és un còmic realitzat pel guionista i dibuixant Joan Codina i Negre.
És el quart volum de la sèrie de còmics Les aventures d'en Siset. Narra les aventures del detectiu Siset, que rep una pista d'on s'amaga el tresor del bandoler català Joan de Serrallonga i en va a la recerca amb els seus amics. Està ambientat a la ciutat de Girona.